# Hospital Kuks

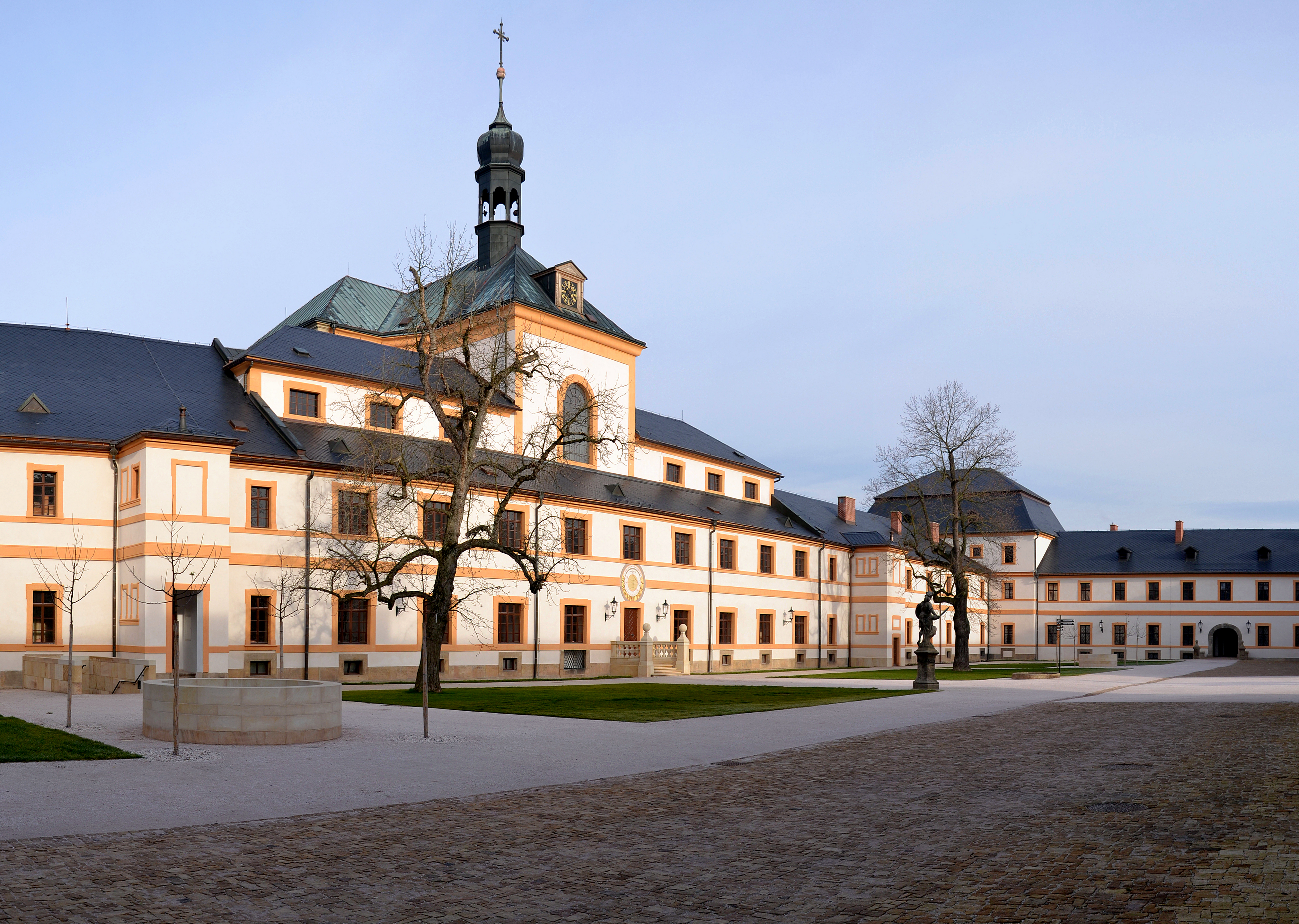
Spital Kuks

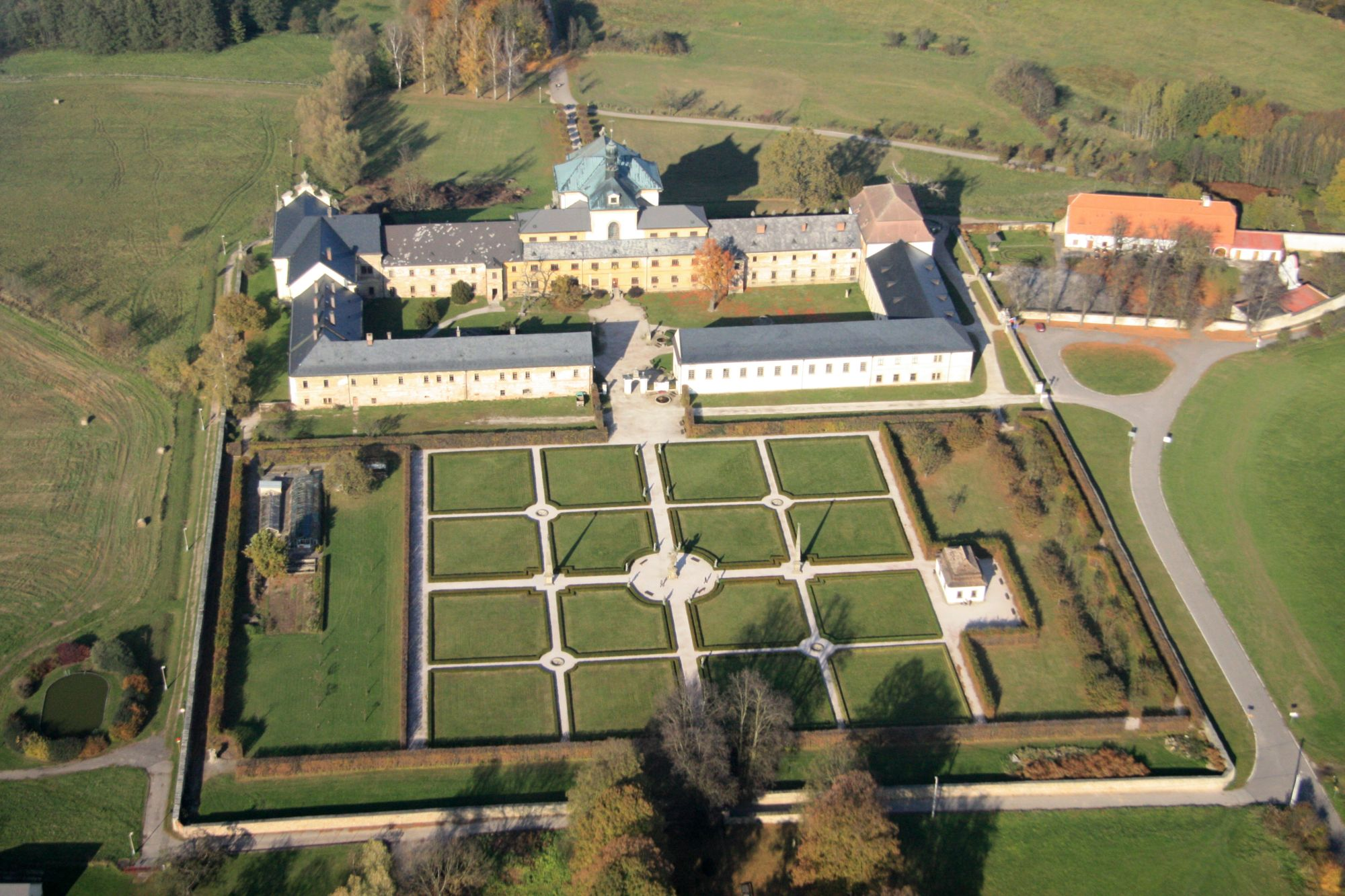
Das Areal vor der Restaurierung

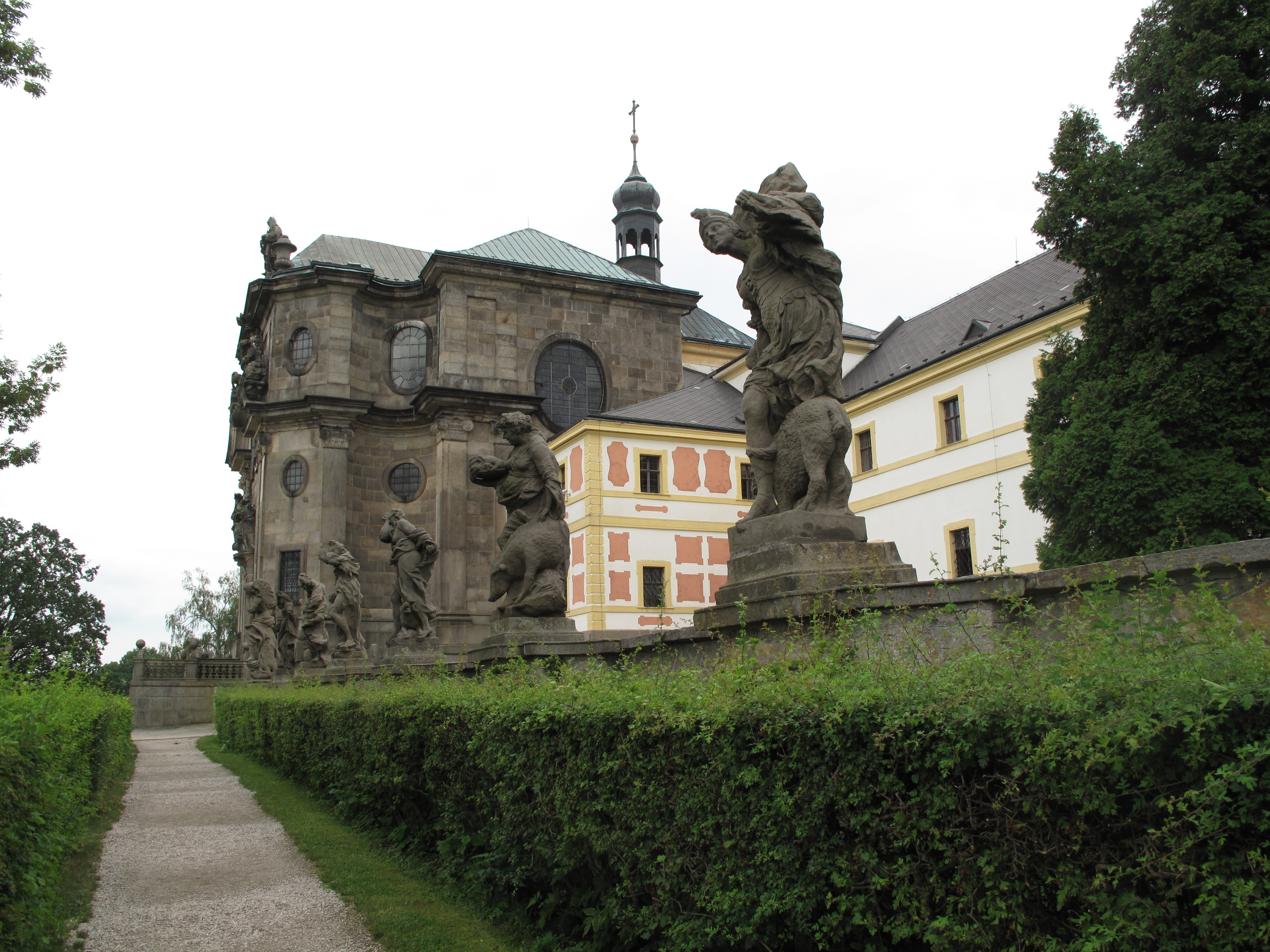
Die Dreifaltigkeitskirche

Das Hospital Kuks (deutsch Kukus) ist ein barocker Gebäudekomplex in der Gemeinde Kuks im Okres Trutnov (Tschechien). Inmitten von Kurbädern befindet sich das Spital der Barmherzigen Brüder mit einer Kirche der Allerheiligsten Dreifaltigkeit und einer Krippe.

## Geschichte
Die Spitalkirche wurde nach Plänen des Architekten Giovanni Battista Alliprandi von 1707 bis 1715 im Auftrag des Bauherren Franz Anton Graf von Sporck erbaut. Die Kirchenfront zeigt den allegorischen Zyklus der zwölf Laster und der zwölf Tugenden. Die wertvollen Statuen schuf Matthias Bernhard Braun (Matyáš Bernard Braun). Die Steinmetzarbeiten führte der Hof-Steinmetz Giovanni Pietro della Torre aus. Es war seine letzte Arbeit; er starb 1711.
Das Spital begründete Graf Sporck 1708, fertiggestellt wurde es 1715. Im Ostteil des Spitals befinden sich die Konventräume der Ordensbrüder und eine Apotheke, ausgestattet mit den ursprünglichen Barockmöbeln.
Westlich von Kuks schuf M. B. Braun in einem Buchenwald die Andachtsstätte „Bethlehem“. Sie besteht aus einer Gruppe von Skulpturen, die teilweise als aus den Felsenwänden gehauenes Relief und teilweise als aus Felsblöcken gefertigte Statuen ausgeführt sind. Diese Werke gehören zu den besten Werken der Bildhauerkunst der Barockzeit, und zu ihrer ikonographischen Darstellung findet sich in Europa keine Analogie.